# RocknRolla
RocknRolla er en britisk gangsterfilm fra 2008 og er skrevet, produceret og instrueret af Guy Ritchie. Filmen har Gerard Butler, Tom Wilkinson, Thandie Newton, Mark Strong, Idris Elba, Chris Bridges, Jeremy Piven og Toby Kebbell på rollelisten.

## Medvirkende
- Mark Strong
- Gerard Butler
- Idris Elba
- Tom Wilkinson
- Karel Roden
- Dragan Micanovic
- Thandie Newton
- Toby Kebbell
- Tom Hardy
- Chris 'Ludacris' Bridges
- Gemma Arterton
- Jeremy Piven
- Jimi Mistry
- Jamie Campbell Bower